# Jacques Poitou-Duplessy
Pour les articles homonymes, voir Poitou-Duplessy.
Jacques Poitou-Duplessy , né le 5 janvier 1885 à Paris 17e et mort le 20 juin 1967 à Neuilly-sur-Seine (Hauts-de-Seine), est un homme politique français.

## Biographie
Jacques Poitou-Duplessy est le fils de Paul Poitou-Duplessy, médecin principal de la Marine, et de Jeanne Pauline Marie Poujaud de Nanclas 
Après un premier échec en 1914, dans la circonscription où son frère, Roger Poitou-Duplessy, avait été élu en 1910, il est élu député de la Charente en 1919. Réélu en 1924, il est par contre battu en 1928 et 1932. Il ne retrouve son siège que de 1936 à 1940. Il siège à droite et est un député actif dans le travail parlementaire. Le 10 juillet 1940, il vote les pleins pouvoirs au maréchal Pétain.

## Sources
- Ressources relatives à la vie publique :   - base Léonore
  - Base Sycomore
- Notices d'autorité :   - VIAF
  - BnF (données)
- « Jacques Poitou-Duplessy », dans le Dictionnaire des parlementaires français (1889-1940), sous la direction de Jean Jolly, PUF, 1960 [détail de l’édition]